# Owulacja

Kolejność zmian w jajniku podczas cyklu miesiączkowego. Owulacja oznaczona numerem 4.
Pozostałe oznaczenia
1 – Menstruacja (miesiączka)
2 – Rosnące pęcherzyki
3 – Dojrzały pęcherzyk z komórką jajową
4 – Owulacja (jajeczkowanie)
5 – Ciałko żółte
6 – Zanik ciałka żółtego

Owulacja, jajeczkowanie (łac. ovulatio) – jeden z elementów cyklu miesiączkowego (efektem owulacji jest uwolnienie gamet żeńskich czyli komórek jajowych). U ssaków w trakcie owulacji pęka pęcherzyk Graafa, do jajowodu lub jamy ciała uwalniana jest komórka jajowa oraz następuje wydzielenie hormonu hamującego następną owulację, która u większości kręgowców odbywa się w regularnych cyklach. U kobiet owulacja występuje co ok. 28 dni, mniej więcej między 13. a 15. dniem przed wystąpieniem krwawienia. Niepoprawnym jest stwierdzenie, że jajeczkowanie ma miejsce w połowie cyklu, ponieważ długości jego trwania są zróżnicowane. Wystąpienie owulacji uwarunkowane jest również czynnikami zewnętrznymi.
Owulacja u kobiet jest zależna od tzw. osi podwzgórze-przysadka-jajnik. Podwzgórze z przysadką mózgową łączy specjalny system naczyń krwionośnych, umożliwiający transport hormonów w obu kierunkach. Podwzgórze wydziela neurohormon GnRH. Pod jego wpływem przysadka wydziela do krwi dwie gonadotropiny: FSH i LH, których wyrzut stanowi bezpośredni bodziec do wystąpienia jajeczkowania.
Owulacja oznacza gotowość komórki jajowej do zapłodnienia, co u zdecydowanej większości ssaków jest zsynchronizowane z równoczesną, okresową gotowością samicy do kopulacji i jest przez nią sygnalizowane za pomocą odpowiednich sygnałów (ruja). Tylko u nielicznych gatunków, w tym u człowieka, owulacja jest ukryta.